# Harran
Harran là một huyện thuộc tỉnh Şanlıurfa, Thổ Nhĩ Kỳ. Huyện có diện tích 1054 km² và dân số thời điểm năm 2007 là 58734 người, mật độ 56 người/km².